# Hesso II. von Backnang
Hesso II., auch Hesso der Jüngere (* vor 1067; † vermutlich nach 1111), war als Sohn und Nachfolger von Hesso I. Herr von Backnang aus der Dynastie der Hessonen.
Da die Durchnummerierung der Familienmitglieder nicht eindeutig ist, ist die genaue zeitliche Einordnung unsicher. Im Folgenden soll davon ausgegangen werden, dass sein Vater Hesso I. der Hesso war, der um die Mitte des 11. Jahrhunderts herrschte.
Erstmals tritt Hesso II. im Jahr 1067 an der Seite seines Vaters bei der Bezeugung einer Schenkungsurkunde in Augsburg auf. Danach erscheint 1075 bei der Wiederherstellung des Klosters Hirsau durch Adalbert II., Graf von Calw, ein Hesso von Sülchen, der wahrscheinlich mit Hesso II. identisch ist. Da dieses Mal nur ein Hesso auftritt, kann man davon ausgehen, dass inzwischen der Vater gestorben war.
Hesso II. war mit einer nicht näher identifizierbaren Judith verheiratet, das Paar hatte mehrere Kinder: Judith (von Backnang-Sulichgau), ein weiterer Hesso (III.), Pilgerinus, sowie Siegehard (von Wolfsölden), wobei besonders bei letzterem die Abstammung umstritten ist, da er nie gemeinsam mit den restlichen Geschwistern genannt wird. Hesso II. verheiratete seine Kinder mit den mächtigen Familien der Region, so heiratete Siegehard in den 1080er-Jahren eine Calwer Grafentochter und Judith um das Jahr 1111 den Markgrafen Hermann II. von Baden. Bei letzterer Ehe fiel die Stadt Backnang selbst als Mitgift an Baden und die Hessonen verlagerten ihre Herrschaft auf die Burg Wolfsölden.
Hessos II. Nachfolger wurde vermutlich sein historisch kaum fassbarer Sohn Hesso III.